# Фредерик фон Рантцау
Фредерик фон Рантцау (на немски: Frederik von Rantzau; * 30 януари 1659 в Любек; † 8 февруари 1723 в Кил) е благородник от род Рантцау в Южен Шлезвиг-Холщайн, господар в Кнооп (близо до Кил) в Шлезвиг-Холщайн, датски таен съветник (1717).
Той е седмият син на Ханс фон Рантцау (1613 – 1673), господар в Путлос, Панкер и Клампе, и съпругата му Доротея Олегаард Бломе († 1695), дъщеря на Ото Бломе (1589 – 1645) и Доротея Зещед (1606 – 1640).
Фредерик фон Рантцау влиза във войската 1676 г. като корнет, 1677 г. става ритмайстер. През 1681 г. е в Париж, става полковник-лейтенант. През 1690 г. той е съветник и през 1717 г. датски таен съветник.

## Фамилия
Фредерик фон Рантцау се жени на 26 години за 31-годишната Абел Доротея фон Тинен (* юни 1654; † 7 юли 1712, Кнооп), вдовица на Йоахим Кристофер фон Бухвалд (1646 – 1685), дъщеря на Годзке фон Тинен (1621 – 1671) и Катрина Майнсторф (1624 – 1662). Бракът е бездетен.
Фредерик фон Рантцау се жени втори път 1713 г. на 53 години за 29-годишната София Магдалена Ревентлов (* ок. 1684; † 29 юли 1750, Кнооп), дъщеря на датския таен съветник Хенинг Ревентлов (1640 – 1705) и Маргрета Румор (1638 – 1705). Бракът е бездетен.